# Karl-Henning Rehren

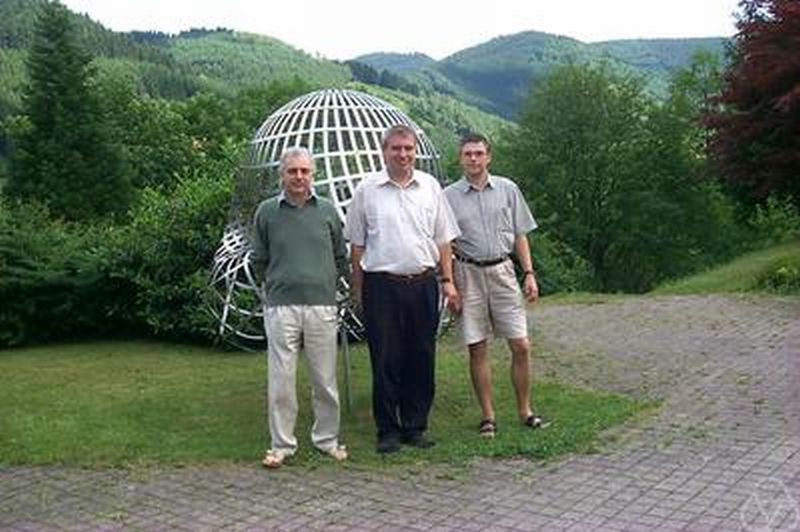
Karl-Henning Rehren (rechts) mit Roberto Longo (links), Klaus Fredenhagen (Mitte)

Karl-Henning Rehren (* 1956 in Celle) ist ein deutscher Physiker auf dem Gebiet der Quantenfeldtheorie.

## Leben
Rehren studierte Physik in Göttingen, Heidelberg und Freiburg im Breisgau. 1984 wurde er mit einer Arbeit Zur invarianten Quantisierung des relativistischen freien Strings bei Klaus Pohlmeyer in Freiburg promoviert. 1991 habilitierte er sich in Berlin. Seit 1997 lehrt er an der Georg-August-Universität Göttingen.
Er arbeitet vor allem im Gebiet der algebraischen Quantenfeldtheorie. Seine wohl bekannteste Arbeit aus dem Jahre 1999 befasst sich mit dem holografischen Prinzip. Er selbst sieht seine Arbeit als Beweis dieser Vermutung, allerdings wird das von Vertretern der Stringtheorie zurückgewiesen. In diesem Kontext wurde der Begriff Algebraische Holographie oder auch Rehren-Dualität geprägt, um seine Arbeit von der unter Stringtheoretikern verbreiteten Auffassung des holografischen Prinzips abzugrenzen.

## Veröffentlichungen
- Klaus Fredenhagen, K.-H. Rehren,  E. Seiler: Quantum Field Theory: Where We Are. In: Ion-Olimpiu Stamatescu, Erhard Seiler (Hrsg.): Approaches to Fundamental Physics. Band 721. Springer, Berlin/Heidelberg 2007, ISBN 978-3-540-71115-5, S. 61–87, doi:10.1007/978-3-540-71117-9_4, arxiv:hep-th/0603155 (englisch).
- K.-H. Rehren: Algebraic Holography. In: Annales Henri Poincaré. Band 1, Nr. 4, September 2000, S. 607–623, doi:10.1007/PL00001009, arxiv:hep-th/9905179v4 (englisch).

## Preise
- Pohl-Medaille der Fakultät für Physik der Georg-August-Universität Göttingen für die beste Vorlesung im Sommersemester 2015 (Analytische Mechanik) und Sommersemester 2008 (Quantenmechanik I)[2]
- 2024: DPG-Ehrennadel[3]